# Louis Couperin
Louis Couperin (c. 1626, Chaumes-en-Brie – 29 de agosto de 1661, Paris) foi um compositor francês do barroco que contribuiu significativamente para o desenvolvimento da música para teclado naquele período. Sendo um excelente cravista, organista e gambista, foi um dos fundadores da escola francesa do cravo, tendo inventado o gênero de prelúdio non mesuré (sem compasso) para o cravo. Ele e seu sobrinho Couperin o Grande foram os mais renomados membros da família Couperin.

## Vida

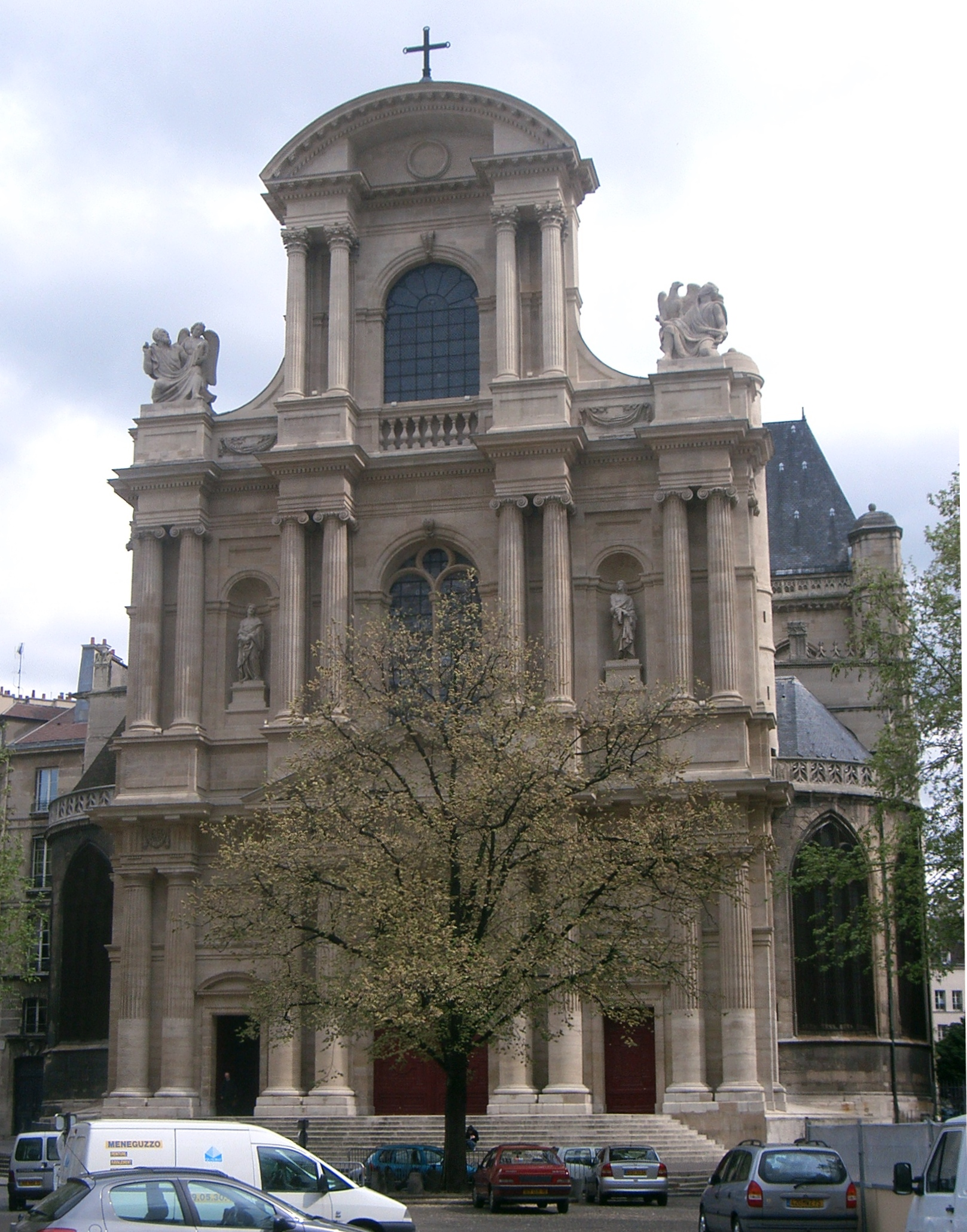
Igreja de Saint-Gervais em Paris onde Louis Couperin serviu como organista até sua morte.

A maior parte das informações sobre Couperin vêm de duas fontes: Le Parnasse François, um livro de 1732, escrito por Évrard Titon du Tillet, que contém um esboço biográfico descrevendo certos detalhes de sua vida; e, cerca de 30 obras, listadas, não apenas por data, mas também quanto ao local de composição.
Couperin nasceu por volta de 1626, em Chaumes-en-Brie, uma cidade a 40 km de Paris. Seu pai, Charles Couperin, era um pequeno proprietário de terras e um organista de tempo parcial de uma igreja local. Louis é descrito como um cravista e violinista formado por volta de 1650 e também já compunha por volta dessa época, mas não tinha qualquer tipo de relacionamento com algum dos músicos importantes desse período. Sua ascensão repentina à fama, que ocorreu entre 1650-51, é explicada no Le Parnasse François. Titon du Tillet escreveu que Louis, seus dois irmãos mais jovens, Charles e François, e alguns de seus amigos visitaram Jacques Champion de Chambonnières no dia de S. Tiago – dia relacionado ao nome de Chambonnières. Os Couperins ofereceream ao anfitrião e seus convidados um pequeno concerto, no qual interpretaram várias peças de Louis.  Chambonnières ficou impressionado com o talento mostrado por Louis Couperin e tornou-se seu professor, persuadindo-o a se mudar para Paris. Ali, Chambonnières, que era o cravista do seu tempo mais importante na França e que era músico do Rei, introduziu o jovem músico na corte. Os talentos de Couperin foram bastante apreciados e, por volta de 1651, Couperin já estava morando em Paris.
Em 1651-52, é quase certo que ele encontrou Johann Jakob Froberger, tendo o estilo de Froberger se tornado a maior influência sobre a música de Couperin. Em 9 de Abril de 1653, ele se tornou organista da Igreja parisience de Saint Gervais, onde recebia 400 livres por ano, mais moradia. Esta posição, nesta igreja específica, era uma das mais importantes na França daqueles dias. Em algum ponto–mais provavelmente depois que ele se tornou organista em Saint Gervais–Couperin entrou a serviço do Rei como gambista, tocando uma gamba soprano. Titon du Tillet escreve que Couperin, em lealdade a seu velho amigo e professor, Chambonnières, negou-se a substituí-lo como cravista real e portanto, o posto de gambista foi criado especialmente para ele. Em 22 de Outubro de 1655, ele se tornou o padrinho do bebê de sua irmã em Chaumes-em-Brie; de julho a Outubro de 1656 e por volta de Novembro de 1658, ele viajou frequentemente para Meudon onde, provavelmente, ele foi empregado por Abel Servien, um diplomata e homem do estado. Em 1659, ele viajou com a corte para Toulouse. Durante seus últimos anos, Couperin viveu nos alojamentos dos organistas de Saint Gervais com seus dois irmãos e faleceu em 29 de agosto de 1661, com 35 anos, de acordo com o le Parnasse François.
Seus dois irmãos desempenharam um papel importante no desenvolvimento da música barroca na França. Nenhuma  das composições de François (conhecido como o Velho ou  o Couperin de Crouilly) parece ter sobrevivido, mas seu ramo da família levou o nome de Couperin até o século XIX. Charles Couperin (conhecido como Couperin mais novo) sucedeu Louis como organista em Saint Gervais e teve um único filho em 1668, François Couperin o Grande, que se tornou um dos compositores mais importantes do barroco tardio.

## Obras

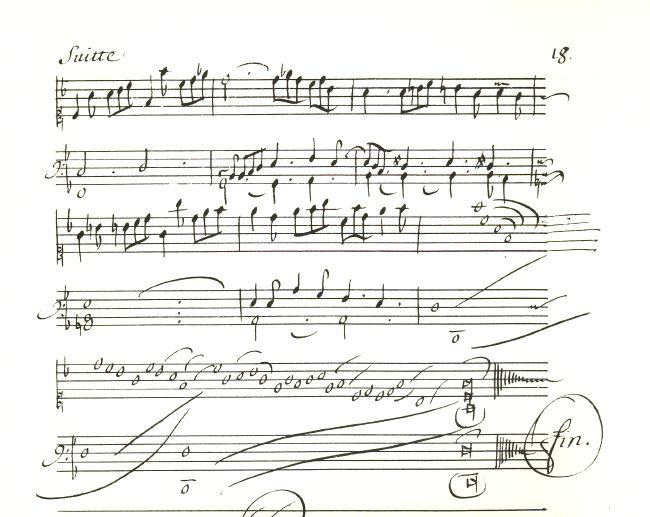
Fragmento de uma página do manuscrito Bauyn; escrita utilizando o sistema único de notação sem compasso, de Couperin, a peça se dissolve gradualmente até uma coda sem compasso.

Nenhuma das obras de Louis Couperin foram publicadas enquanto vivo. Existem três fontes importantes de manuscritos sobre a sua música: o manuscrito Bayoun, que contém 122 peças para cravo, quatro para órgão e 5 obras de câmara; o manuscrito Parville, cinco peças inéditas para cravo e 50 que também estão no Bayoun; e o manuscrito Oldham com 70 obras inéditas para órgão, quatro fantaisies de câmara a 5 partes, de 1654/55 e vários movimentos de dansa. Todos os três manuscritos incluem trabalhos de compositores como Chambonnières ou Jean-Henri d'Anglebert e são fontes de consulta sobre a música francesa do século XVII,. O manuscrito Oldham é o único documento datado, mais ou menos, do período em que Couperin estava vivo. Os manuscritos Bauyan e Parville datam do fim do século XVII. As obras de Couperin, comumente são identificadas pelo número que aparece na edição princeps Éditions de l'Oiseau-Lyre, de 1936, interiamente baseada na Bauyn, o único documento conhecido na época. Aos poucos a  catalogação de Davitt Moroney esta substituindo a daquela fonte clássica.
Movimentos de dança compreendem cerca de dois terços da obra para cravo de Louis Couperin. Elas incluem, em ordem decrescente de quantidade: courantes, sarabandes, allemandes and gigues. Essas peças são mais complexas do que as de Chambonnières e mostram mais variedade dentro de cada peça individual. Sua reputação como compositor se origina, principalmente, de suas chaconnes, passacaglias e prelúdios sens mèsure. Essas últimas obras, escritas com forma ímpar de notação (notas inteiras, apenas, arranjadas em grupos e conectadas por curvas gravciosas) foram influenciadas pelas allemandes de fluência livre de Froberger e peças programáticas. Alguns tomaram emprestado passagens curtas de suas tocatas.
A música para órgão de Couperin exerceu uma enorme influência sobre os compositores europeus do século XVII; ela representa a transição entre o estilo puramente contrapontístico da escola de Titelouze e o estilo colorido e concertante do órgão, introduzido por Guillaume-Gabriel Nivers e Nicolas Lebègue, que influenciaram os compositores do barroco tardio como François Couperin e Nicolas de Grigny. Couperin foi o primeiro compositor francês a escrever para registros específicos e também o primeiro a compor divisões alternadas de baixo no estilo das divisões para a gamba baixo. Estes dois tratamentos estilísticos estão entre as características que definem a música francesa para órgão dos séculos XVII e XVIII.